# オリュンピオドロス (哲学者)
オリュンピオドロス（ Ὀλυμπιόδωρος ὁ Νεώτερος; c. 495年 – 570年）は、アレクサンドリアのネオ・プラトニズム哲学者、占星術師。
同じくアレクサンドリアの5世紀のペリパトス派哲学者であるオリュンピオドロス（大オリュンピオドロス）と区別して小オリュンピオドロスとも呼ばれる。

## 生涯・人物
オリュンピオドロスはアレクサンドリアの哲学学校でアンモニオス・ヘルメイウの弟子であり、アンモニオスの没後、520年にその学校を引き継いだ。彼は565年まで教え著述していた。それは『気象論注解』でその年に現れた彗星に言及していることから知られる。オリュンピオドロス自身は、彼の仲間の多くが経験した迫害を生き延びることができたが、それはアレクサンドリア学派が政治にあまり関与してこなかったと見なされ、アテナイのアカデメイアよりも宗教的ではなかったからと推測される。

## 著作
オリュンピオドロスの著作にはプラトンの伝記、プラトンの対話篇の註解、アリストテレスの註解と紹介がある。他には見られないイアンブリコスの作品に関する情報を残している。
残存する著作は
- 『アルキビアデス注解』
- 『ゴルギアス注解』
- 『パイドン注解』
- 『プラトン伝』
  - 日本語訳は下記所収: アルビノス他著 / 中畑正志編 / 鎌田雅年；久保徹；國方栄二；脇條靖弘；木下昌巳；村上正治訳
『プラトン哲学入門』京都大学学術出版会〈西洋古典叢書〉、2008年。
- 『アリストテレス論理学入門』
- 『気象論注解』
- 『カテゴリー論注解』
- 『命題論注解』
- ストラトンに対する論争的作品
- アレクサンドリアのパウロスの『「占星術入門」注解』